# Recuerdos de la Alhambra
| Recuerdos de la Alhambra (4:00)     |
|                                     |
| Interpretada per Carlo Alberto Boni |
|                                     |

Recuerdos de la Alhambra és una peça de guitarra clàssica que va compondre el 1896, a Granada, el guitarrista i compositor valencià Francesc Tàrrega. Aquesta peça es caracteritza per l'ús de la tècnica de tremolo, sovint tocada per guitarristes experimentats.
Recuerdos de la Alhambra, (originalment Improvisación ¡A Granada! Cantiga árabe) comparteix títol amb la traducció a la llengua castellana, l'any 1832, del llibre de Washington Irving, Contes de l'Alhambra, escrit durant l'estada de quatre anys de l'autor a Espanya.